# Nothostrepta bifida
Nothostrepta bifida är en bladmossart som först beskrevs av Franz Stephani, och fick sitt nu gällande namn av Rudolf Mathias Schuster. Nothostrepta bifida ingår i släktet Nothostrepta och familjen Jamesoniellaceae. Inga underarter finns listade i Catalogue of Life.